# Station Hénin-Beaumont
Station Hénin-Beaumont is een spoorwegstation in de Franse gemeente Hénin-Beaumont.